# Severija Janušauskaitė

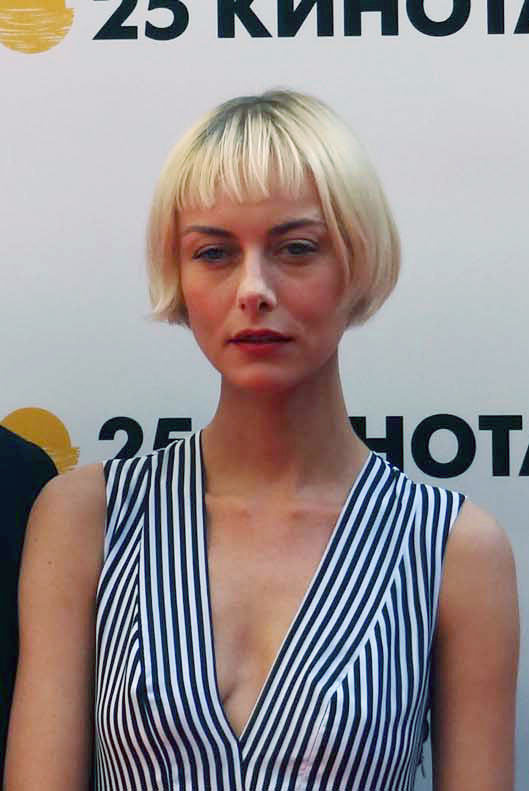
Severija Janušauskaitė (2014)

Severija Janušauskaitė (* 22. Oktober 1981 in Šiauliai, Litauische SSR) ist eine litauische Theater- und Filmschauspielerin sowie Regisseurin und Komponistin.

## Leben und Wirken
Janušauskaitės Mutter war Lehrerin, ihr Vater Elektroingenieur. Sie besuchte als Schülerin Kunstkurse und die Musikschule; später war sie auch kompositorisch tätig, unter anderem verfasste sie Musik für Puppenspiele. 2005 schloss sie das Bachelorstudium an der Litauischen Akademie für Musik und Theater (LMTA) in der litauischen Hauptstadt Vilnius ab.
2014 wurde sie in Russland mit der Rolle der Margarita in Anna Melikjans Film Zvezda (russisch Звезда – Der Stern) bekannt. Sie spielte in zahlreichen weiteren russischen Filmen und Serien wie in Krëstnyj (Крёстный; 2014), Norveg (Норвег; 2015), Ryba-mečta (Рыба-мечта – Traumfisch, 2016) und Optimisty (Оптимисты – Optimisten; 2017). Sie hatte von 2004 bis 2018 Rollen in über einem Dutzend Filmen und Serien. In Deutschland wurde sie durch die Rolle der Swetlana Sorokina in der Serie Babylon Berlin bekannt, für die sie auch den Titelsong Zu Asche, zu Staub sang. Das Lied erreichte Platz 22 der deutschen Singlecharts. Seit 2018 war sie zudem mehrfach mit dem Moka Efti Orchestra auf Tournee. 2019 spielte sie in dem Film Izaokas mit. In dem 2020 erschienenen Film Motherland / Gimtine, der es auf die Auswahlliste zum Europäischen Filmpreis 2020 schaffte, spielte sie die Hauptrolle der nach Litauen zurückkehrenden Mutter.
Janušauskaitė ist mit einem Regisseur des Puppentheaters in Vilnius verheiratet und hat einen Sohn aus erster Ehe.

## Filmografie (Auswahl)
- 2020: Ko zina Klusa Gerda
- 2021: Optimisty: Karibskiy sezon (Fernsehserie, 8 Episoden)
- 2022: The Playlist (Fernsehserie, 6 Episoden)
- 2022: Rusalki (Fernsehserie, 16 Episoden)